# Rabadan Abakarow
Rabadan Abakarow(ur. 1917, zm. 1995) – artysta cyrkowy, Ludowy Artysta RFSRR (1960). 
Członek partii komunistycznej od 1948. Na arenie od 1935, występował jako linoskoczek i akrobata. Założyciel, uczestnik i lider dagestańskich linoskoczków „Cowkra”. W 1974 roku opuścił arenę .